# Военная иерархия
Военная иерархия (греч. ίεράρχίά, от ίερσς — священный, и άρχή — власть), Иерархия военная — обобщённая структуризация (иерархия) формирований вооружённых сил государства, предназначенных для охраны и обороны государства и защиты его независимости на государственные военные структуры; а также структурированная система разделения военнослужащих (военнообязанных) на высшие и низшие должности, чины, ранги, воинские звания; строгий порядок подчинённости низших по должности или чину лиц высшим, с учётом национальных традиций государства.

## Содержание военной иерархии
Вооруженные силы в любом государстве мира являются организацией с жестко регламентированной системой управления, как в мирное, так и в военное время или в особый период. Все военнослужащие всех воинских частей, заведений и учреждений независимо от любых условий должны четко и строго определены в соответствующих законодательных документах (уставах, наставлениях) должностные обязанности и наименования должностей. В этих документах точно определено — кому подчиняется и в какой мере данное должностное лицо, и кто и в какой мере подчинен ему, какими правами наделён тот или другой начальник по отношению к подчиненным.
Власть в вооружённых силах обезличена, то есть в армии, флоте, авиации и так далее, не может быть такого положения, когда вследствие отсутствия на рабочем месте того или иного должностного лица (отпуск, болезнь, командировка и тому подобное) определённый круг обязанностей никем не выполняется или откладывается до возвращения работника, и никто не несёт ответственности за положение дел на данном участке работы.
Для большинства руководящих должностей существуют заместители, которые автоматически вступают в должность вместо своего начальника при условии его даже кратковременного отсутствия, перебирая на себя всю полноту ответственности и пользуясь всей полнотой власти своего начальника.
Для тех должностей, для которых не предусмотрено штатного заместителя, уставами предусмотрено, что исполнение обязанностей при отсутствии начальника возлагается автоматически на его ближайшего подчиненного, и так далее вниз по цепочке подчиненности.